# Toupie (magazine)
Pour les articles homonymes, voir Toupie.
Toupie est un magazine français pour enfants de 3 à 6 ans, édité par Milan Presse, filiale du groupe Bayard Presse créé en octobre 1985